# Ministeri de Transports de Luxemburg
El Ministre de Transport de Luxemburg (luxemburguès Transportministere vu Lëtzebuerg, francès Ministre des Transports) fou un càrrec del gabinet de Luxemburg. El ministre de Transports era el responsable del manteniment i reparació de la xarxa de carreteres, del funcionament del transport públic, i de la regulació de l'aviació i la navegació.
El 23 de juliol de 2009 el càrrec es va fusionar amb els de Medi Ambient i Obres Públiques per formar el nou Ministre de Desenvolupament Sostenible i Infraestructures, sota Claude Wiseler.

## Llista de ministres de Transport
| Ministre               | Ministre                      | Partit | Data inici             | Data fi                | Primer Ministre      |
| ---------------------- | ----------------------------- | ------ | ---------------------- | ---------------------- | -------------------- |
|                        | Étienne Schmit                | PRL    | 5 de novembre de 1937  | 7 de febrer de 1938    | Pierre Dupong        |
|                        | René Blum (ad interim)        | POS    | 7 de febrer de 1938    | 6 d'abril de 1940      | Pierre Dupong        |
|                        | Victor Bodson (primer mandat) | POS    | 6 d'abril de 1940      | 14 de novembre de 1945 | Pierre Dupong        |
|                        | Victor Bodson (primer mandat) | LSAP   | 14 de novembre de 1945 | 1 de març de 1947      | Pierre Dupong        |
|                        | Robert Schaffner              | GD     | 1 de març de 1947      | 3 de juliol de 1951    | Pierre Dupong        |
|                        | Victor Bodson (segon mandat)  | LSAP   | 3 de juliol de 1951    | 29 de desembre de 1953 | Pierre Dupong        |
| 29 de desembre de 1953 | Victor Bodson (segon mandat)  | LSAP   | 29 de març de 1958     | Joseph Bech            |                      |
| 29 de març de 1958     | Victor Bodson (segon mandat)  | LSAP   | 2 de març de 1959      | Pierre Frieden         |                      |
|                        | Pierre Grégoire               | CSV    | 2 de març de 1959      | 15 de juliol de 1964   | Pierre Werner        |
|                        | Albert Bousser                | LSAP   | 15 de juliol de 1964   | 6 de febrer de 1969    | Pierre Werner        |
|                        | Marcel Mart                   | DP     | 6 de febrer de 1969    | 15 de juny de 1974     | Pierre Werner        |
| 15 de juny de 1974     | Marcel Mart                   | DP     | 16 de setembre de 1977 | Gaston Thorn           |                      |
|                        | Josy Barthel                  | DP     | 16 de setembre de 1977 | Gaston Thorn           | 16 de juliol de 1979 |
| 16 de juliol de 1979   | Josy Barthel                  | DP     | 20 de juliol de 1984   | Pierre Werner          |                      |
|                        | Marcel Schlechter             | LSAP   | 20 de juliol de 1984   | 14 de juliol de 1989   | Jacques Santer       |
|                        | Robert Goebbels               | LSAP   | 14 de juliol de 1989   | 13 de juliol de 1994   | Jacques Santer       |
|                        | Mady Delvaux-Stehres          | LSAP   | 13 de juliol de 1994   | 26 de gener de 1995    | Jacques Santer       |
| 26 de gener de 1995    | Mady Delvaux-Stehres          | LSAP   | 9 d'agost de 1999      | Jean-Claude Juncker    |                      |
|                        | Henri Grethen                 | DP     | 9 d'agost de 1999      | Jean-Claude Juncker    | 31 de juliol de 2004 |
|                        | Lucien Lux                    | LSAP   | 31 de juliol de 2004   | Jean-Claude Juncker    | 23 de juliol de 2009 |